# Léon Ier (empereur byzantin)
Pour les articles homonymes, voir Léon Ier.
 (octobre 2009).
Si vous disposez d'ouvrages ou d'articles de référence ou si vous connaissez des sites web de qualité traitant du thème abordé ici, merci de compléter l'article en donnant les références utiles à sa vérifiabilité et en les liant à la section « Notes et références ».
Léon Ier (latin : Flavius Valerius Leo Augustus), dit le Thrace, est empereur byzantin de 457 à 474.
D'origine thrace et issu d'un milieu modeste, il commence une carrière militaire et devient le tribun militaire du patrice Aspar, l'un des généraux les plus puissants sous les règnes de Théodose II et Marcien. Aspar, alain d'origine et à ce titre ne pouvant prétendre être empereur, élève Léon Ier au trône à la mort de Marcien en 457. Le fils d'Aspar, Patrice, épouse quant à lui la fille de Léon. Ce dernier est couronné empereur le 7 février 457.

## Origines
Comme beaucoup d'empereurs d'Orient de cette époque, Léon vient des Balkans et semble d'origine modeste. Soldat de métier, cette origine atteste l'importance stratégique de cette frontière, pourvoyeuse de généraux voire de souverains. Selon Candidus Isaurus, il aurait une ascendance dace mais d'autres chroniqueurs, comme Jean Malalas, évoquent une origine besse, ce qui le rapprocherait des Thraces. Il occupe le grade de tribun et la fonction de comes. Proche de l'influent général barbare Aspar, qui domine la cour impériale, il pourrait en avoir été le curateur, c'est-à-dire l'administrateur de ses biens. Il lui doit largement son ascension sur le trône que ne peut convoiter Aspar en raison de son ascendance germanique.

## Règne

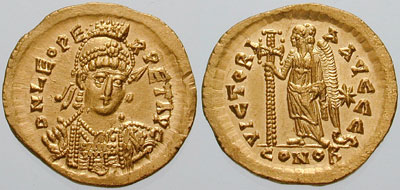
Pièces à l'effigie de Léon Ier.

Son règne est dominé par ses interventions, souvent malheureuses, dans les affaires de l'Empire romain d'Occident, dont il se proclame souverain en 461. Il impose en 467 Anthémius sur le trône d'Occident mais celui-ci sera tué en 472 par Ricimer. Quant à son expédition contre les Vandales de Genséric en 468, dirigée par Flavius Basiliscus, le frère de sa femme Vérine, elle tournera au désastre. Dans les Balkans, l'empire est ravagé par les incursions des Ostrogoths libérés de la tutelle des Huns à la mort d'Attila et établis, en théorie sous suzeraineté romaine, en Pannonie depuis 453. En 467, Léon envoya en Dacie romaine le général Anthémius pour repousser une invasion de Huns dirigés par Hormidac. Se sentant menacé par les Ostrogoths, il soutiendra en 468-469 la coalition contre les Ostrogoths formée par le roi suève Hunimund.
De plus, Léon Ier est confronté à une lutte du pouvoir entre Aspar, qui représente aux yeux des Romains une tutelle germanique de plus en plus inacceptable, et le clan isaurien mené par son gendre, depuis 468, le futur Zénon. Ce dernier échappe à un attentat commandité par Aspar lors d'une campagne en Thrace. Zénon est envoyé en Orient mais revient très vite et s'installe à Chalcédoine. Il est probablement à l'origine des émeutes religieuses anti-ariennes au cours desquelles Aspar trouve la mort, avec probablement la complicité au moins passive de Léon Ier.
Léon Ier malade depuis de longues années au point « qu'il ne lui restait plus que la peau sur les os » meurt de la dysenterie, âgé de 73 ans après un règne de 17 ans. Il est inhumé dans le mausolée de Constantin Ier. Léon II, le fils de Zénon et d'Ælia Ariadnè, la fille de Léon Ier, devient empereur le 18 janvier 474.

## Commémoration
Léon est commémoré comme saint par l'Église orthodoxe sous le nom de saint Léon Makellès le Grand (en grec : Ὁ Ἅγιος Λέων Μακέλλης ὁ Μέγας). Sa fête est le 20 janvier.